# Romandiet

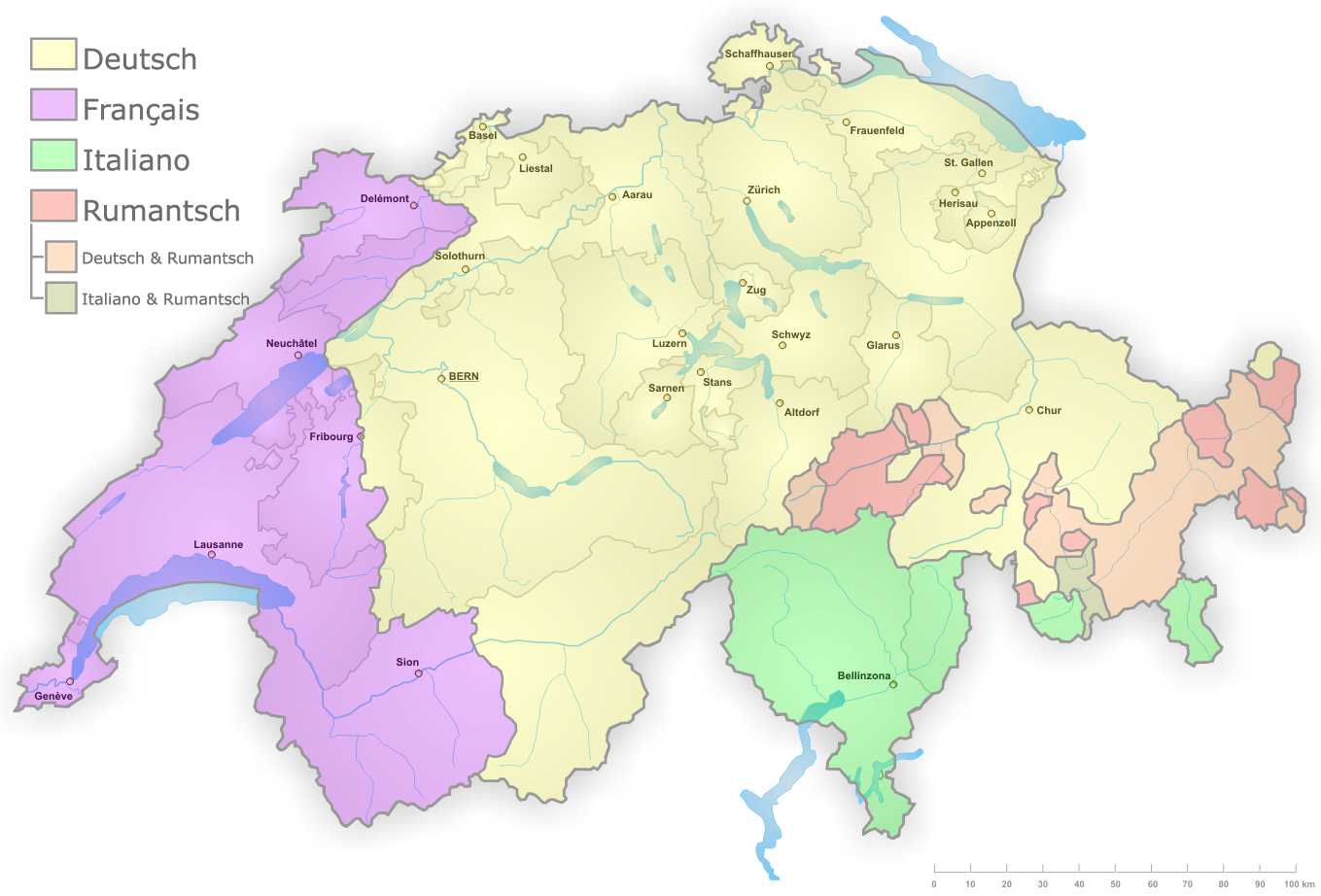
Karta över de fyra officiella språkens geografiska utbredning i Schweiz; Romandiet i lila.

Romandiet (på franska Romandie eller Suisse romande, på tyska bland annat Romandie, französischsprachige Schweiz eller Welschland, på italienska Romandia, på rätoromanska Romanda) eller romanska Schweiz är den fransktalande delen av Schweiz. Den ligger i den västra delen av landet och innehåller kantonerna Genève, Vaud, Neuchâtel och Jura samt de fransktalande delarna av kantonerna Bern, Valais och Fribourg. 

## Namnet
Ordet romand ('romandisk') finns i skrift sedan 1556, då med stavningen romandt. Det är en variantstavning av roman i betydelsen eller 'romansk', med d-et påverkat av franskans adjektiv allemand ('allemannisk', 'tysk'). Detta sistnämnda franska ord stavades ursprungligen (exempelvis år 1080) som aleman. I Alain Reys Dictionnaire historique de la langue française från 1992 beskriver han länderna och områdena med romanska språk under samlingsnamnet Romania (jämför Rumänien).
Andra namn för det franskspråkiga Schweiz har genom historien varit Suisse romane ('romanska Schweiz'), Helvétie romane ('romanska Helvetien'), Suisse Burgonde ('burgundiska Schweiz'), Suisse burgondo-médiane, Suisse lotharingienne ('lotharingiska Schweiz'), Romanie och Burgondie ('Burgundien').
I början av 1700-talet framträder ordet Suisse romande för första gången i skrift, författad av historikern och teologen Abraham Ruchat (1678–1750) från Vaud. Han listade upp ett antal delar av dagens Romandiet men uteslöt kantonen Fribourg, vilken på den tiden hade tyska som kanslispråk. Från och med franska revolutionen kom de båda begreppen Suisse française och Suisse romande i allmänt bruk i franskan, med det förstnämnda ('franska Schweiz') betydligt vanligare i Frankrike.
Senare har den franskspråkiga pressen i Schweiz i hög grad övergivit benämningen "franska Schweiz", i syfte att tydligare markera Romandiets schweiziska identitet. På ett liknande sätt har samma franska tidningar övergått till att benämna den tyskspråkiga delen av Schweiz som Suisse alémanique ('alemanniska Schweiz'), i motsats till ett Suisse allemande ('tyska Schweiz') som skulle kunna antyda en tillhörighet till Tyskland. Det slutliga genombrottet för benämningen Suisse romande skedde i samband med första världskriget, där Schweiz var en neutral nation och inte ville bli förknippad med krigförande länder som talade något av landets språk.

## Geografi och befolkning

### Utsträckning och politik
Schweiz har åtminstone sedan 5000 f.Kr. varit ett gränsområde mellan olika språk, och numera är cirka två miljoner schweizare (eller 23 procent av Schweiz befolkning) fransktalande alternativt bor väster om språkgränsen mellan fransk- och tysktalande. Den stora majoriteten av de fransktalande bor i området väster om den kulturella gränsen mellan de fransk- och tysktalande områdena, en gräns som på tyska ibland skämtsamt har kallats Röstigraben ('Röstidiket'; på franska rideau de rösti, 'röstiridån'). En liknande benämning gäller gränsen mellan det italienska Schweiz och Schweiz i övrigt (Polentagraben, Polentadiket). Samtidigt används engelska allt mer som en i vissa situationer kompletterande lingua franca.
Romandiet omfattar cirka 9 500 kvadratkilometer, vilket motsvarar 23 procent av Schweiz' totala yta. Regionen har samtidigt ingen politisk betydelse i ett land där den regionala politiken styrs av kantoner, och det antas att den goda schweiziska ekonomin och en schweiziskt ordningsinriktad särart bidragit till att hålla samman Schweiz där ett lika splittrat Belgien har större problem med sammanhållningen.

### Språket
Det franska språket, baserat på en äldre utbredning av talspråket frankoprovensalska (arpitanska, i Schweiz ofta känt som Romand) är dock den sammanhållande identiteten för majoriteten av befolkningen. Den största mängden talare av arpitanska i Schweiz finns i kantonen Valais, men på nationell nivå saknas stöd för språket. Övergången från arpitanska till franska i västra Schweiz påbörjades under senare medeltid och stärktes efter den schweiziska reformationen och den ökande urbaniseringen.
Den historiska bakgrunden till den språkliga uppdelningen i Schweiz har ibland jämförts med de politiska dominansområdena mellan alemanniska och burgundiska territorier. Under högmedeltiden låg gränsen sydväst om Alsace men med området mellan Bodensjön och Rhens biflod Aare som en omstridd övergångszon. Under medeltiden expanderade det tysk/alemanniskspråkiga området till övre Valais och i gränsområden i mellersta Schweiz. Nästan allt i denna övergångszon – liksom en del områden söder därom – ingår numera i den tyskspråkiga sfären i Schweiz, där schweizertyska är traditionellt vardagsspråk. Den språkliga särarten i Romandiet hävdas numera genom en mängd typiskt schweizerfranska termer och fraser, och 1200 av dessa listades 2012 i ordboken Dictionnaire suisse romand.

## Kultur
Samtidigt används den schweiziska identiteten och det franska språket i förening för att definiera en separat romandisk karaktär, underlättad av både av den schweiziska maktdelningen med kantoner och staden Genèves identitet som hemvist för internationella organisationer och evenemang. Traditionellt har de fransktalande schweizarna varit mer internationellt positiva, men schweiziska rösttrender har på senare år lett till en politisk utjämning mellan språkområdena.
Den romandiska kulturen har lyfts fram genom olika kulturella evenemang och monument. Dessa inkluderar cykeltävlingen Romandiet runt (etablerad 1947) och begravningsplatsen Cimetière des Rois i Genève. Andra verksamheter i regionen som ofta lyfts fram är Montreux Jazz Festival och den fjärdedel av landets museer som befinner sig i Romandiet. En stor mängd kulturinstitutioner och kulturella aktiviteter är kopplad till de två största städerna i området Genève och Lausanne.